# شذى عبد الرحمن
شذى عبد الرحمن (مواليد 23 ديسمبر 1992) هي سباحة إيقاعية مصرية، مثّلت مصر في أولمبياد بكين 2008 ولندن 2012.

## المشاركة الأولمبية

### بكين 2008
| الرياضيّة/ات | الحدث | النظام الفني | النظام الفني | النظام الحر (التمهيدي) | النظام الحر (التمهيدي) | النظام الحر (التمهيدي) | النظام الحر (النهائي) | النظام الحر (النهائي) | النظام الحر (النهائي) |
| الرياضيّة/ات | الحدث | النقاط       | الترتيب      | النقاط                 | المجموع (فني + حر)     | الترتيب                | النقاط                | المجموع (فني + حر)    | الترتيب               |
| --- | ----- | ------------ | ------------ | ---------------------- | ---------------------- | ---------------------- | --------------------- | --------------------- | --------------------- |
| ريم عبد العظيم داليا الجبالي                                                                                    | زوجي  | 40.417       | 24           | 40.250                 | 80.667                 | 24                     | لم تتأهلا             | لم تتأهلا             | لم تتأهلا             |
| ريم عبد العظيم عزيزة عبد الفتاح شذى عبد الرحمن لمياء بدوي هاجر بدران داليا الجبالي يمنى خلاف مي محمد نوران صالح | فريق  | 39.750       | 8            | —                      | —                      | —                      | 41.083                | 80.833                | 8                     |

### لندن 2012
| الرياضيّة/ات                                                                                   | الحدث | النظام الفني | النظام الفني | النظام الحر (التمهيدي) | النظام الحر (التمهيدي) | النظام الحر (التمهيدي) | النظام الحر (النهائي) | النظام الحر (النهائي) | النظام الحر (النهائي) |
| الرياضيّة/ات                                                                                   | الحدث | النقاط       | الترتيب      | النقاط                 | المجموع (فني + حر)     | الترتيب                | النقاط                | المجموع (فني + حر)    | الترتيب               |
| --------------------------------------------------------------------------------------------- | ----- | ------------ | ------------ | ---------------------- | ---------------------- | ---------------------- | --------------------- | --------------------- | --------------------- |
| شذى عبد الرحمن داليا الجبالي                                                                  | ثنائي | 75.700       | 24           | 76.400                 | 152.100                | 24                     | لم تتأهلا             | لم تتأهلا             | لم تتأهلا             |
| ريم عبد العظيم شذى عبد الرحمن آية درويش نور الأفندي داليا الجبالي سمر حسونة يمنى خلاف مي محمد | فرق   | 77.600       | 7            | غ/م                    | غ/م                    | غ/م                    | 78.360                | 155.960               | 7                     |

## روابط خارجية
- شذى عبد الرحمن على موقع الاتحاد الدولي للسباحة (الإنجليزية)
- شذى عبد الرحمن على موقع أوليمبيديا (الإنجليزية)